# Syndrome des ensevelis

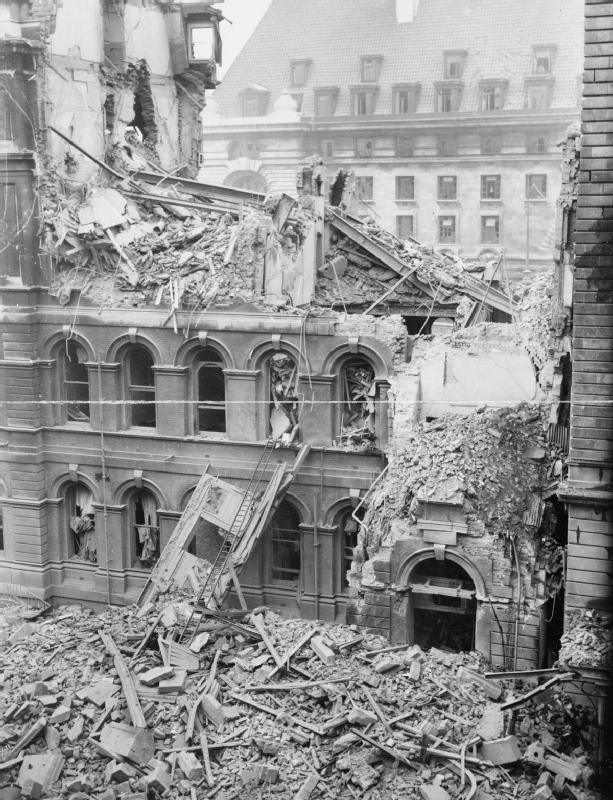
Le St Thomas' Hospital de Londres, septembre 1940.

Le syndrome des ensevelis (aussi appelé syndrome de Bywaters, syndrome de compression ou crush syndrome) est une rhabdomyolyse traumatique. Il correspond à l’anoxie prolongée du muscle squelettique par écrasement ou compression d'une partie du corps. Ce syndrome est caractérisé par un choc majeur et une insuffisance rénale aiguë. Les cas surviennent fréquemment lors de catastrophes telles que des tremblements de terre, chez des victimes coincées sous une maçonnerie effondrée. Les personnes âgées, à l'occasion d'une chute avec station au sol prolongée, peuvent aussi présenter des syndromes de compression traumatique avec rhabdomyolyse sur leur lieu de vie.

## Historique
Seigo Minami (en), un médecin japonais, a signalé pour la première fois le syndrome des ensevelis en 1923. Il a étudié la pathologie de trois soldats décédés pendant la Première Guerre mondiale par insuffisance rénale. Les modifications rénales étaient dues à un infarctus de méthémoglobine, résultant de la destruction des muscles, également observé chez les personnes enterrées vivantes. L'insuffisance rénale aiguë progressive est due à une nécrose tubulaire aiguë. 
Le syndrome a ensuite été décrit par le médecin britannique Eric Bywaters (en) chez des patients lors du Blitz de Londres de 1941 pendant la Deuxième Guerre mondiale. Bywaters a mis en place un protocole de réanimation spécifique utilisé encore aujourd'hui pour des victimes de tremblement de terre,,.

## Physiopathologie

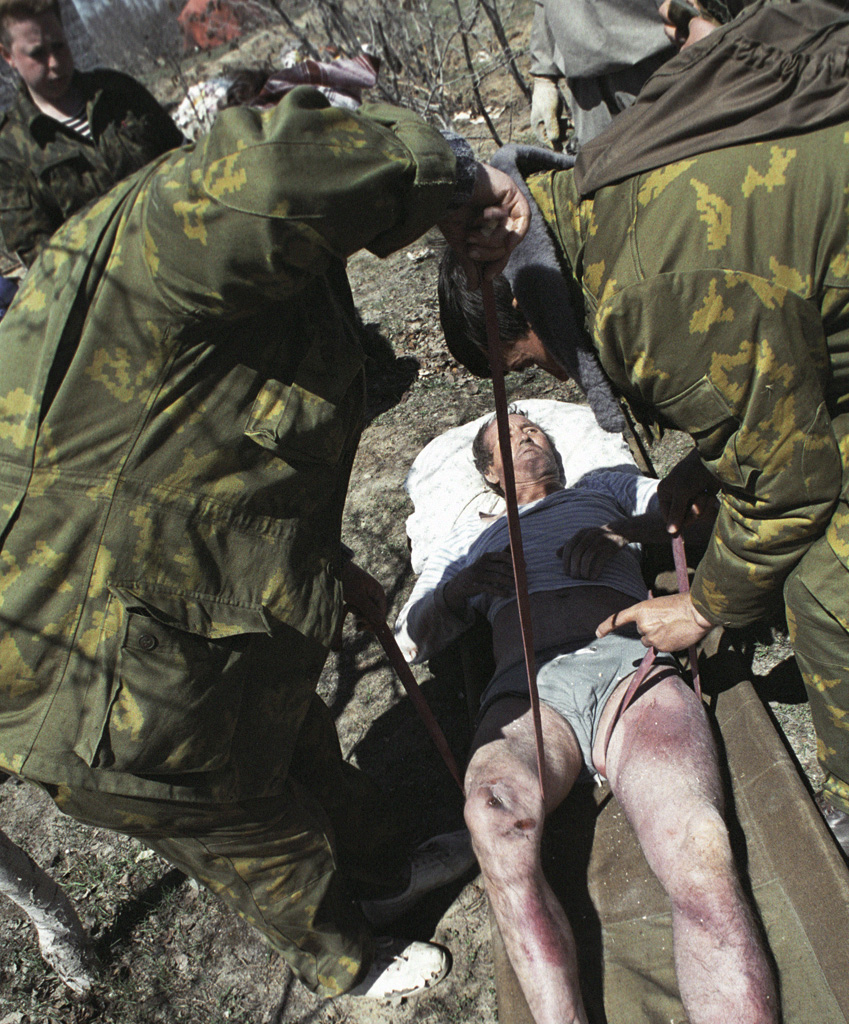
Sauvetage d'une victime d'écrasement lors du séisme de Neftegorsk, Russie, 1995.

Le syndrome des ensevelis correspond à un trouble systémique de reperfusion qui apparaît après le relâchement de la pression d'écrasement. On pense que le mécanisme est la libération dans la circulation sanguine de produits de dégradation musculaire, notamment la myoglobine, le potassium et le phosphore, produits de la rhabdomyolyse (dégradation du muscle squelettique endommagé par des conditions ischémiques).
L'action spécifique sur les reins n'est pas complètement comprise, mais peut être due en partie aux métabolites néphrotoxiques de la myoglobine.
Les effets systémiques les plus dévastateurs peuvent se produire lorsque la pression de compression est relâchée brusquement, sans préparation appropriée du patient, provoquant le syndrome de reperfusion (en). En plus de ce syndrome de reperfusion, des tissus situés en aval directement affectés par le mécanisme d'écrasement sont sujets aux lésions d'ischémie-reperfusion. Sans préparation appropriée, le patient peut supporter la douleur avant la désincarcération mais mourir peu de temps après la désincarcération. Cette décompensation soudaine s'appelle « la mort souriante »
Ces effets systémiques sont causés par une rhabdomyolyse traumatique. Lorsque les cellules musculaires meurent, elles absorbent le sodium, l’eau et le calcium ; la rhabdomyolyse libère du potassium, de la myoglobine, du phosphate, de la thromboplastine, de la créatine et de la créatine kinase.

## Traitement
En raison du risque de syndrome d'écrasement, la recommandation actuelle aux secouristes (au Royaume-Uni) est de ne pas libérer les victimes d'écrasement coincées depuis plus de quinze minutes. Le traitement consiste à relâcher très lentement la pression. L'Australian Resuscitation Council a recommandé, en mars 2001, que les secouristes australiens, dans les cas où cela serait sans danger, relâchent dès que possible la pression écrasante, afin d'éviter l'utilisation d'un garrot et qu'ils surveillent en permanence les signes vitaux du patient. 

### Gestion préhospitalière
Comme mentionné, l'hypotension permissive est imprudente. En effet, la décompression peut démasquer une hypovolémie et aboutir à un collapsus. Le protocole des services d'urgence de San Francisco prévoit une dose de base pour adultes d'un bolus de deux litres de solution saline normale suivie de 500 ml/h, limitée aux « patients pédiatriques et aux patients ayant des antécédents de dysfonctionnement cardiaque ou rénal ». Lors d’une compression traumatique, il faut chercher des lésions associées aux compressions musculaires (notamment lors de compressions thoraciques ou abdominales).

### Gestion initiale à l'hôpital
Le clinicien doit protéger le patient contre l’hypotension, l’insuffisance rénale, l’acidose, l’hyperkaliémie et l’hypocalcémie. L'admission dans une unité de soins intensifs est nécessaire. La surveillance biologique répétée est sanguine (veineuse et artérielle) et urinaire.
Une hydratation intraveineuse allant jusqu'à 1,5 l/h devrait continuer à prévenir l'hypotension. Un débit urinaire d'un minimum de 300 ml/h doit être maintenu avec des fluides intraveineux et du mannitol, et une hémodialyse doit être envisagée si cette quantité de diurèse n'est pas atteinte. Utilisez du bicarbonate de sodium par voie intraveineuse pour maintenir le potentiel hydrogène (pH) de l’urine à 6,5 ou plus, afin de prévenir le dépôt de myoglobine et d’acide urique dans les reins.
La menace d’une hyperkaliémie nécessite de mettre en place un monitorage et de se préparer à traiter les troubles du rythme cardiaque.

### Synthèse de la prise en charge
Finalement, la prise en charge comprend :
- sur le plan thérapeutique : la mise en place d’un accès veineux pour un remplissage, et l’anticipation de troubles du rythme dû à l’hyperkaliémie, l'oxygénothérapie au masque à haute concentration, le sondage vésical et l'analgésie ;
- sur le plan diagnostic : le bilan biologique comprend une gazométrie artérielle, un ionogramme sanguin avec CPK, urée et créatininémie, un bilan de coagulation et une numération sanguine. Il est important de réaliser un bilan urinaire complet comprenant le dosage de la myoglobinurie, du pH urinaire et de répéter la mesure de la diurèse chaque heure[2].

### Doses thérapeutiques
Pour prévenir l'hyperkaliémie et l’hypocalcémie, il faut tenir compte de l'état clinique et paraclinique du patient, le traitements repose sur les doses suivantes chez l'adulte :
- Gluconate de calcium 10 % 10 ml ou chlorure de calcium 10 % 5 ml IV en deux minutes ;
- Bicarbonate de sodium 1 meq/kg IV à poussée lente ;
- Insuline régulière 5–10 U ;
- Bolus IV à 50 % de glucose à une ou deux ampoules ;
- Kayexalate 25–50 g avec du sorbitol 20 % 100 ml par la bouche ou le rectum.

Néanmoins, des arythmies cardiaques peuvent se développer. Une surveillance électrocardiographique est recommandée et un traitement spécifique doit être instauré rapidement.

## Conclusion
Ainsi, le syndrome des ensevelis est l'ensemble des manifestations locales et générales secondaires à l'ischémie prolongée de masses musculaires importantes, liées à une compression intense et durable. 
Un patient victime pendant plusieurs heures d’un syndrome des ensevelis ou d’une immobilisation conduisant à la destruction de cellules musculaires doit être conditionné avant la mobilisation et le transport. L’hypovolémie est prévenue par la mise en place d’accès vasculaire et d’un remplissage préventif. Les troubles ioniques peuvent survenir immédiatement ou à distance de la prise en charge initiale, c’est pourquoi le patient est monitoré et surveillé fréquemment lors des premières heures d’hospitalisation.